# Allium akirense
Allium akirense — вид трав'янистих рослин родини амарилісові (Amaryllidaceae), ендемік Ізраїлю. Незалежність нового виду підтверджується морфологічними та екологічними особливостями, а також молекулярними. Від тісно пов'язаного Allium qasyunense цей вид відрізняється біло-рожевою оцвітиною, меншими квітками довжиною лише 3–5 мм, меншими коробочками, зовсім іншим середовищем існування.

## Опис
Цибулина субкуляста, 15–25 × 7–10 мм. Стебло 15–40(50) см заввишки, циліндричне, оголене, прямостійне, іноді зігнуте на нижній частині, вкрите листовими піхвами на 1/5–1/3 загальної довжини. Листків (2)3–4(5), зелені (зазвичай сухі або майже сухі в цвітінні), лінійні, плоскі; листові пластини 12–40 см завдовжки (нижній лист найдовший), шириною 1–3 мм у нижній частині, поступово звужується до кінчика. Суцвіття нещільне, багато квіткове, 40–65 мм в поперек. Оцвітина дзвоникоподібна, сегменти від білого до рожевого кольору, еліптичні, на верхівці закруглені, довжиною 3–5 мм, середня жилка біла або рожево-зелена. Зав'язь субциліндрична та злегка звужений посередині й на верхівці, зеленувато-жовта, зверху густо шорсткувата, 4−4.2 × 2−2.2 мм. Коробочка 2−2.5 мм у поперек.

## Поширення
Ендемік Ізраїлю.
Цей вид відомий з прибережної рівнини Ізраїлю.

## Загрози та охорона
Прибережні піщані ареали на прибережній рівнині були віднесені до списку найбільш вразливих районів Ізраїлю, які страждають від важких міських, промислових та сільськогосподарських подій.
Жодна з відомих субпопуляцій не перебуває в межах охоронних територій. Через вразливість рослини розпочалася програма збереження ex situ в Єрусалимському ботанічному саду, де тестується розмноження під культивуванням. Відтворені рослини будуть розпорошені в кількох ботанічних садах.

## Використання
Використання не зафіксоване.

## Етимологія
Рослина названа akirense за давньоєврейською біблійною назвою «Ekron» та арабською назвою «Akir», обидва стосуються пагорбів і сіл, де цей вид зростає.